# Giausar
Giausar (Bayer-Bezeichnung Lambda Draconis, kurz λ Dra) ist ein Stern im Sternbild Drache. Giausar ist ein Roter Riese der Spektralklasse M0 und besitzt eine scheinbare Helligkeit von 3,8 mag. Die Entfernung beträgt etwas mehr als 300 Lichtjahre. Weitere historische Eigennamen sind: Gianfar, Juza, Giauzar (persisch "Drache" als Bezeichnung der Knotenpunkte der Mondbahn, die sog. Drachenpunkte).